# Championnat de France de football 2005-2006
Navigation
Ligue 1 2004-2005 Ligue 1 2006-2007
Le Championnat de France de football 2005-2006 a vu la consécration de l'Olympique lyonnais pour la 5e année consécutive, ce qui constitue un record au niveau des « grands » championnats européens.
Lyon, en totalisant 84 points à la fin du championnat, avait établi le record de points dans un championnat de France avec « victoire à 3 points » avant que le Paris SG batte le record en 2014 en totalisant 89 points

## Les 20 clubs participants
| \| AC Ajaccio AJ Auxerre FC Girondins de Bordeaux Le Mans UC RC Lens Lille OSC Olympique lyonnais Olympique de Marseille FC Metz AS Monaco FC AS Nancy-Lorraine FC Nantes OGC Nice Paris SG Stade rennais FC AS Saint-Étienne FC Sochaux RC Strasbourg Toulouse FC ES Troyes AC \| Localisation des clubs engagés dans le championnat. |
| AC Ajaccio AJ Auxerre FC Girondins de Bordeaux Le Mans UC RC Lens Lille OSC Olympique lyonnais Olympique de Marseille FC Metz AS Monaco FC AS Nancy-Lorraine FC Nantes OGC Nice Paris SG Stade rennais FC AS Saint-Étienne FC Sochaux RC Strasbourg Toulouse FC ES Troyes AC                                                           |

| - AC Ajaccio - AJ Auxerre - Girondins de Bordeaux - Le Mans UC - RC Lens | - Lille OSC - Olympique lyonnais - Olympique de Marseille - FC Metz - AS Monaco | - AS Nancy-Lorraine - FC Nantes - OGC Nice - Paris SG - Stade rennais FC | - AS Saint-Étienne - FC Sochaux - RC Strasbourg - Toulouse FC - ES Troyes AC |

Promus de Ligue 2
- AS Nancy-Lorraine : Champion de Ligue 2 la saison précédente
- Le Mans UC : Vice-Champion de Ligue 2 la saison précédente
- ES Troyes AC : troisième de Ligue 2 la saison précédente

Clubs par année de leur dernière montée dans l'élite
| Club                     | Dernière montée | Club              | Dernière montée |
| ------------------------ | --------------- | ----------------- | --------------- |
| FC Nantes                | 1963            | FC Sochaux        | 2001            |
| Paris SG                 | 1974            | AC Ajaccio        | 2002            |
| AS Monaco FC             | 1977            | RC Strasbourg     | 2002            |
| AJ Auxerre               | 1980            | OGC Nice          | 2002            |
| Olympique lyonnais       | 1989            | Toulouse FC       | 2003            |
| RC Lens                  | 1991            | FC Metz           | 2003            |
| FC Girondins de Bordeaux | 1992            | AS Saint-Étienne  | 2004            |
| Stade rennais FC         | 1994            | AS Nancy-Lorraine | 2005            |
| Olympique de Marseille   | 1996            | Le Mans UC        | 2005            |
| Lille OSC                | 2000            | ES Troyes AC      | 2005            |

## Classement final
| Rang | Équipe                 | Pts | J  | G  | N  | P  | Bp | Bc | Diff \|\| Moy. Spec. |        |
| ---- | ---------------------- | --- | -- | -- | -- | -- | -- | -- | -------------------- | ------ |
| 1    | Olympique lyonnais T S | 84  | 38 | 25 | 9  | 4  | 73 | 31 | +42                  | 38 465 |
| 2    | Girondins de Bordeaux  | 69  | 38 | 18 | 15 | 5  | 43 | 25 | +18                  | 24 247 |
| 3    | Lille OSC              | 62  | 38 | 16 | 14 | 8  | 56 | 31 | +25                  | 13 198 |
| 4    | RC Lens                | 60  | 38 | 14 | 18 | 6  | 48 | 34 | +14                  | 34 445 |
| 5    | Olympique de Marseille | 60  | 38 | 16 | 12 | 10 | 44 | 35 | +9                   | 49 731 |
| 6    | AJ Auxerre             | 59  | 38 | 17 | 8  | 13 | 50 | 39 | +11                  | 10 668 |
| 7    | Stade rennais FC       | 59  | 38 | 18 | 5  | 15 | 48 | 49 | -1                   | 25 000 |
| 8    | OGC Nice               | 58  | 38 | 16 | 10 | 12 | 36 | 31 | +5                   | 10 903 |
| 9    | Paris Saint-Germain C  | 52  | 38 | 13 | 13 | 12 | 44 | 38 | +6                   | 40 486 |
| 10   | AS Monaco              | 52  | 38 | 13 | 13 | 12 | 42 | 36 | +6                   | 11 182 |
| 11   | Le Mans UC P           | 52  | 38 | 13 | 13 | 12 | 33 | 36 | -3                   | 11 437 |
| 12   | AS Nancy-Lorraine P L  | 48  | 38 | 12 | 12 | 14 | 35 | 37 | -2                   | 17 163 |
| 13   | AS Saint-Étienne       | 47  | 38 | 11 | 14 | 13 | 29 | 39 | -10                  | 29 111 |
| 14   | FC Nantes              | 45  | 38 | 11 | 12 | 15 | 37 | 41 | -4                   | 29 449 |
| 15   | FC Sochaux-Montbéliard | 44  | 38 | 11 | 11 | 16 | 34 | 47 | -13                  | 14 257 |
| 16   | Toulouse FC            | 41  | 38 | 10 | 11 | 17 | 36 | 47 | -11                  | 18 875 |
| 17   | ES Troyes AC P         | 39  | 38 | 9  | 12 | 17 | 37 | 47 | -10                  | 13 795 |
| 18   | AC Ajaccio             | 33  | 38 | 8  | 9  | 21 | 27 | 53 | -26                  | 3 414  |
| 19   | RC Strasbourg          | 29  | 38 | 5  | 14 | 19 | 33 | 56 | -23                  | 18 983 |
| 20   | FC Metz                | 29  | 38 | 6  | 11 | 21 | 26 | 59 | -33                  | 16 039 |

Qualifications européennes
Ligue des Champions 2006-2007
- 1er et 2e : phase de groupes
- 3e : 3e tour préliminaire

Coupe UEFA 2006-2007
- 4e et vainqueurs des coupes[1] : 1er tour

Coupe Intertoto 2006
- 5e et 6e : 3e tour

Relégation
- 18e, 19e et 20e : relégation en Ligue 2

Abréviations
T : Tenant du titre

P : Promus de Ligue 2 2004-2005

C : Vainqueur de la Coupe de France 2005-06

L : Vainqueur de la Coupe de la ligue 2005-06

S : Vainqueur du Trophée des champions 2005

### Qualifications européennes
- Ligue des Champions :
  - Olympique lyonnais : Champion de France (Premier Tour)
  - Girondins de Bordeaux : Vice-Champion de France (Premier Tour)
  - Lille OSC : 3e du Championnat de France (Tour Préliminaire)
- Coupe UEFA
  - RC Lens : 4e du Championnat de France
  - Paris SG : Vainqueur de la Coupe de France
  - AS Nancy-Lorraine : Vainqueur de la Coupe de la Ligue
- Coupe Intertoto
  - Olympique de Marseille : 5e du Championnat de France
  - AJ Auxerre : 6e du Championnat de France ; récupère la place en Intertoto de l'Écosse

### Relégations et Promotions
- Sont relégués en Ligue 2
  - AC Ajaccio : 1er relégable du Championnat de France de football
  - RC Strasbourg : Avant-Dernier du Championnat de France de football
  - FC Metz : Dernier du Championnat de France de football
- Sont promus en Ligue 1
  - Valenciennes FC : Champion de France de Ligue 2
  - CS Sedan-Ardennes : Vice-Champion de France de Ligue 2
  - FC Lorient : 3e de Ligue 2

## Matchs
| Résultats (▼dom., ►ext.)                                   | ACA | AJA | FCGB | MUC | RCL | LOSC | OL  | OM  | FCM | ASM | ASNL | FCN | OGCN | PSG | SRFC | ASSE | FCSM | RCS | TFC | ESTAC |
| AC Ajaccio                                                 |     | 1-0 | 0-2  | 0-0 | 0-0 | 3-3  | 1-3 | 3-1 | 0-1 | 1-0 | 1-0  | 0-2 | 0-3  | 1-1 | 0-1  | 3-1  | 0-1  | 0-0 | 1-0 | 0-1   |
| AJ Auxerre                                                 | 2-0 |     | 1-0  | 0-0 | 1-0 | 3-2  | 0-2 | 1-2 | 1-1 | 2-1 | 0-1  | 4-0 | 2-0  | 2-0 | 2-0  | 0-0  | 3-0  | 4-0 | 2-0 | 3-0   |
| Girondins de Bordeaux                                      | 1-0 | 1-0 |      | 2-2 | 1-0 | 1-0  | 1-1 | 1-1 | 3-3 | 1-0 | 1-0  | 0-0 | 1-0  | 0-2 | 2-0  | 0-0  | 1-1  | 2-1 | 2-0 | 2-0   |
| Le Mans UC                                                 | 1-0 | 0-2 | 1-0  |     | 0-0 | 1-1  | 1-2 | 3-0 | 2-0 | 0-0 | 0-0  | 0-0 | 2-0  | 0-0 | 4-0  | 0-1  | 2-1  | 2-0 | 1-1 | 1-0   |
| RC Lens                                                    | 1-0 | 7-0 | 1-1  | 2-0 |     | 4-2  | 1-1 | 2-0 | 0-0 | 1-1 | 1-2  | 3-1 | 2-2  | 1-1 | 0-0  | 2-1  | 2-1  | 2-1 | 1-0 | 1-0   |
| Lille OSC                                                  | 2-0 | 1-1 | 3-2  | 4-0 | 0-0 |      | 4-0 | 0-0 | 3-1 | 0-1 | 1-0  | 2-0 | 4-0  | 0-0 | 1-0  | 2-0  | 3-0  | 2-0 | 0-0 | 1-2   |
| Olympique lyonnais                                         | 3-2 | 1-1 | 0-0  | 8-1 | 1-1 | 1-3  |     | 2-1 | 4-0 | 2-1 | 1-0  | 3-1 | 2-1  | 2-0 | 1-4  | 4-0  | 1-0  | 1-0 | 1-1 | 2-1   |
| Olympique de Marseille                                     | 1-1 | 1-0 | 0-2  | 1-1 | 1-1 | 1-1  | 1-1 |     | 3-1 | 2-1 | 6-0  | 2-1 | 1-0  | 1-0 | 1-0  | 2-0  | 0-0  | 2-2 | 0-0 | 2-1   |
| FC Metz                                                    | 2-0 | 1-2 | 0-1  | 0-0 | 0-1 | 0-2  | 0-4 | 1-0 |     | 2-1 | 0-0  | 1-4 | 1-0  | 1-0 | 0-1  | 0-1  | 0-1  | 0-0 | 2-2 | 2-4   |
| AS Monaco                                                  | 3-0 | 0-2 | 0-1  | 2-0 | 0-0 | 0-1  | 2-1 | 1-0 | 3-0 |     | 2-2  | 1-1 | 0-0  | 1-1 | 0-2  | 1-0  | 4-1  | 1-1 | 1-0 | 1-1   |
| AS Nancy-Lorraine                                          | 0-0 | 1-3 | 0-0  | 1-0 | 1-2 | 0-0  | 0-2 | 1-1 | 1-1 | 0-1 |      | 0-0 | 0-0  | 1-1 | 6-0  | 2-0  | 0-3  | 1-2 | 2-0 | 2-1   |
| FC Nantes                                                  | 0-2 | 3-2 | 0-1  | 1-0 | 2-0 | 1-1  | 0-1 | 1-3 | 0-0 | 0-0 | 3-0  |     | 0-0  | 0-0 | 0-2  | 1-1  | 3-1  | 4-3 | 2-0 | 1-1   |
| OGC Nice                                                   | 1-0 | 1-0 | 0-1  | 1-0 | 0-0 | 2-0  | 1-1 | 0-1 | 2-1 | 2-0 | 1-0  | 1-1 |      | 1-0 | 2-1  | 0-1  | 1-2  | 3-1 | 2-1 | 1-1   |
| Paris SG                                                   | 2-4 | 4-1 | 3-1  | 0-1 | 3-4 | 2-1  | 0-1 | 0-0 | 4-1 | 0-0 | 1-0  | 2-0 | 1-2  |     | 2-0  | 2-2  | 3-1  | 1-0 | 2-0 | 2-1   |
| Stade rennais FC                                           | 3-0 | 3-1 | 2-2  | 1-0 | 4-1 | 2-2  | 1-3 | 3-2 | 2-1 | 1-3 | 0-2  | 0-3 | 1-0  | 1-1 |      | 0-1  | 2-1  | 2-1 | 4-1 | 2-0   |
| AS Saint-Étienne                                           | 0-0 | 1-1 | 1-1  | 3-0 | 2-0 | 0-2  | 0-0 | 2-1 | 2-0 | 1-1 | 0-2  | 1-0 | 0-1  | 3-0 | 0-0  |      | 0-0  | 0-2 | 1-3 | 1-1   |
| FC Sochaux                                                 | 3-1 | 1-0 | 0-3  | 0-0 | 1-1 | 0-0  | 0-4 | 0-1 | 1-1 | 2-1 | 0-2  | 1-0 | 1-1  | 0-1 | 1-0  | 4-0  |      | 1-1 | 0-1 | 1-1   |
| RC Strasbourg                                              | 2-2 | 0-0 | 0-0  | 1-2 | 1-1 | 2-2  | 0-4 | 0-1 | 2-1 | 1-2 | 1-3  | 0-1 | 0-0  | 1-1 | 0-1  | 0-1  | 0-0  |     | 2-4 | 2-0   |
| Toulouse FC                                                | 3-0 | 2-0 | 1-1  | 0-2 | 1-1 | 0-0  | 0-1 | 1-0 | 2-0 | 3-3 | 1-1  | 1-0 | 0-2  | 1-0 | 0-1  | 1-1  | 1-2  | 1-2 |     | 2-1   |
| ES Troyes AC                                               | 3-0 | 1-1 | 1-1  | 1-3 | 1-1 | 1-0  | 0-1 | 0-1 | 0-0 | 1-2 | 0-1  | 1-0 | 1-2  | 1-1 | 2-1  | 0-0  | 2-1  | 1-1 | 3-1 |       |
| - Victoire à domicile - Match nul - Victoire à l'extérieur |     |     |      |     |     |      |     |     |     |     |      |     |      |     |      |      |      |     |     |       |

## Les grandes dates de la saison
- 29 juillet : ouverture de la saison avec une victoire du Paris Saint-Germain contre le FC Metz au Parc des Princes, 4-1.
- 18 août : la commission de discipline de la Ligue a, pour la première fois, annulé un carton rouge. Florent Balmont avait été injustement expulsé à l'occasion du match Nice-Sochaux. Les images vidéo montraient qu'il n'avait pas touché la balle de la main.
- 19 août : après bien des péripéties, le lyonnais Michael Essien quitte la Ligue 1 en paraphant son contrat en faveur de Chelsea FC. Ce transfert évalué à 38 millions d'euros constitue un record pour un joueur évoluant en France.
- 20 août : score record à Bollaert : le RC Lens s'impose 7-0 face à l'AJ Auxerre. Ce score constitue un record pour l'AJA.
- 19 septembre : Didier Deschamps démissionne de son poste d'entraîneur de l'AS Monaco. Jean Petit assure l'intérim.
- 15 octobre : premier match de championnat pour Francesco Guidolin, le nouvel entraîneur de l'AS Monaco, victoire 3-0 contre Metz.
- 10 décembre : première victoire de l'année pour le RC Strasbourg, victoire 2-1 sur le terrain de Nancy
- 16 décembre : première défaite de l'Olympique lyonnais. C'est le Lille OSC qui parvient à s'imposer face à l'OL (1-3 à Gerland). Lyon était invaincu depuis le début de la saison, toutes compétitions confondues.
- 18 décembre : les deux derniers matchs de l'année 2005 voient la victoire de Lens sur Le Mans (2-0) et de Monaco sur Toulouse (1-0). À l'issue des matchs aller, juste avant la trêve, l'Olympique lyonnais est largement en tête, avec 44 points, et peut légitimement rêver d'un cinquième titre consécutif. Le club n'a perdu qu'une fois, lors de la dernière journée. Son dauphin à mi-parcours est le Racing Club de Lens, invaincu depuis la première journée, mais avec déjà 12 points de retard. Sept autres clubs se tiennent en trois points. En bas de classement, la situation semble très délicate pour Metz (14 points, 7 de retard sur le premier non relégable), Ajaccio (13 points) et Strasbourg (dernier avec 11 points).
- 26 décembre : Pierre Blayau, le président du Paris Saint-Germain annonce que Guy Lacombe entraînera désormais l'équipe, à la place de Laurent Fournier. Les deux derniers résultats avant la trêve sont médiocres, avec un match nul 1-1 à Ajaccio puis une défaite en huitième de finale de la Coupe de la Ligue à Toulouse (0-2). Pourtant au classement, le PSG est à la sixième place, à un point du Racing Club de Lens, dauphin des leaders lyonnais.
- 12 janvier : au lendemain de sa défaite contre le FC Nantes (0-2, 21e journée), l'AC Ajaccio est dans une position très délicate, avant-dernier avec 13 points, soit 9 de retard sur le premier non-relégable. L'entraîneur Rolland Courbis a été demis de ses fonctions et est remplacé jusqu'à la fin de la saison par son adjoint, José Pasqualetti.
- 25 février : à 10 journées de la fin, Lyon voit son avance se réduire (légèrement) depuis quelques journées, les poursuivants bordelais n'étant plus qu'à 6 points. La journée est marquée par la performance de John Utaka, joueur du Stade rennais, auteur d'un triplé à Gerland contre l'OL qui connait une sévère défaite (1-4). Ce résultat est d'autant plus surprenant qu'avant la rencontre, Rennes pointait en 12e position. Par ailleurs, Lyon venait à peine de gagner son huitième de finale aller de la Ligue des Champions à Eindhoven (1-0). Concernant le triplé du joueur nigérian, il s'agit de son deuxième en deux journées, une première depuis 20 ans.
- 5 mars : pour le choc de la 29e journée entre le PSG et l'OM, les dirigeants marseillais décident d'envoyer leur équipe réserve qui joue habituellement en CFA2. Selon eux, des problèmes de sécurité empêchent la tenue correcte de la rencontre. Finalement, les amateurs marseillais font match nul (0-0) alors que les parisiens avaient aligné leur équipe type. Le 3 avril, le Conseil national de l'éthique (CNE) annonce que les deux clubs se voient pénalisés d'un point.
- 8 avril : 2000e match dans l'élite du football français pour le Football Club de Metz.
- 15 avril : l'Olympique lyonnais est sacré officiellement Champion de France avant même de jouer son match au Parc des Princes (gagné 1-0, but de Fred) ; la défaite des Girondins de Bordeaux à Lille (3-2), lors de la 35e journée donne le titre à Lyon. Les bordelais étaient second du classement avant le match et comptaient 14 points de retard sur la 1re place, les deux équipes ayant un match en retard. Lyon remporte alors son cinquième titre consécutif, un record dans l'histoire du Championnat de France.
- 16 avril : la victoire de l'OGC Nice sur le Stade rennais (2-1) marque la fin d'une belle série des bretons qui restaient sur 8 victoires consécutives. Le 11 février, au soir de la 26e journée et une défaite à Bordeaux, ils occupaient la 15e place du classement. Leurs huit succès leur permis de grimper en 3e position le 9 avril.
- 19 avril : la commission supérieure d'appel de la Fédération juge l'appel de l'OM et du PSG concernant leur perte d'un point à la suite de leur rencontre pour la 29e journée. Après avoir entendu les représentants des deux clubs, la commission décide qu'ils peuvent récupérer leur point.
- 22 avril : Nancy remporte la coupe de la ligue 2-1 face à Nice.
- 29 avril : Le PSG remporte la Coupe de France 2-1 face à l'OM
- 30 avril : les défaites du RC Strasbourg, de l'AC Ajaccio, et du FC Metz, lors de la 36e journée, les condamnent à descendre en L2. Ces trois équipes étaient déjà en position de relégable à la trêve. En haut du tableau, l'Olympique lyonnais fête son titre à Gerland à l'occasion du derby contre Saint-Étienne. Les tous nouveaux champions de France se présentent les cheveux peints aux couleurs du clubs, et infligent une correction à leurs adversaires, 4-0.
- 13 mai :  38e et dernière journée : Lyon atomise Le Mans 8 buts à 1. Cette victoire porte leur total de points à 84, ce qui constitue un nouveau record. Les Girondins de Bordeaux (69 pts) et Lille OSC (62 pts) complètent le podium. À noter aussi un nouvel écart record de 15 pts entre le champion et son dauphin.

## Classement des buteurs
Mise à jour : 30 mai 2006 (après la 38e journée)
| # | Buteur                        | Club                          | Buts Note 1 | Pen. Note 1 |
| - | ----------------------------- | ----------------------------- | ----------- | ----------- |
| 1 | Pauleta                       | Paris Saint-Germain           | 21          | 2           |
| 2 | Fred Peter Odemwingie         | Olympique lyonnais LOSC Lille | 14          | 0 0         |
| 4 | Daniel Cousin                 | RC Lens                       | 13          | 1           |
| 5 | Sylvain Wiltord Luigi Pieroni | Olympique lyonnais AJ Auxerre | 12          | 0 2         |
| 7 | John Utaka                    | Stade rennais FC              | 11          | 0           |

| Source : Classement des buteurs sur le site de la LFP 1 : Nombre de buts inscrits (+) dont nombre de penalties (-) |

## Parcours en coupes d'Europe
Le parcours des clubs français en coupes d'Europe est important puisqu'il détermine le coefficient UEFA, et donc le nombre de clubs français présents en coupes d'Europe les années suivantes.
| Club                   | Compétition         | |
| ---------------------- | ------------------- | -------------------------------------------------------------------------------------------------- |
| Olympique lyonnais     | Ligue des Champions | éliminé en quart de finale (Milan AC )                                                             |
| Lille OSC              | Ligue des Champions | éliminé en phase de groupes (Villarreal CF , Benfica Lisbonne et Manchester United )               |
| AS Monaco              | Ligue des Champions | éliminé en tour de qualification (Betis Séville )                                                  |
| Olympique de Marseille | Coupe UEFA          | éliminé en huitième de finale (Zénith Saint-Pétersbourg )                                          |
| Lille OSC              | Coupe UEFA          | éliminé en huitième de finale (FC Séville )                                                        |
| RC Strasbourg          | Coupe UEFA          | éliminé en huitième de finale (FC Bâle )                                                           |
| AS Monaco              | Coupe UEFA          | éliminé en seizième de finale (FC Bâle )                                                           |
| RC Lens                | Coupe UEFA          | éliminé en seizième de finale (Udinese )                                                           |
| Stade rennais FC       | Coupe UEFA          | éliminé en phase de groupes (Rapid Bucarest , Shakhtar Donetsk , VfB Stuttgart et PAOK Salonique ) |
| AJ Auxerre             | Coupe UEFA          | éliminé en tour de qualification (Levski Sofia )                                                   |